# Michael Patrick Lynch
Pour les articles homonymes, voir Lynch.
Michael Patrick Lynch est professeur de philosophie américain,.

## Biographie
Lynch est surtout connu pour sa théorie pluraliste de la vérité (en).

## Publications

### Monographies
- Truth in Context (MIT Press, 1998),
- True to Life (MIT Press, 2004),
- Truth as One and Many (Oxford University Press, 2009),
- In Praise of Reason (MIT, 2012).
- The Internet of Us: Knowing More and Understanding Less in the Age of Big Data, (2016, Liveright), 978-0871406613

### Direction d'ouvrages
- The Nature of Truth: Classic and Contemporary Perspectives (Bradford Books, 2001),
- Perspectives on the Philosophy of William P. Alston (Rowman & Littlefield, 2005),
- Truth and Realism (Oxford University Press, 2006)[3],[4],[5].

### Articles
Il est aussi auteur de nombreux articles philosophiques,,,.